# Liste der Monuments historiques in Bretigny (Côte-d’Or)
Die Liste der Monuments historiques in Bretigny führt die Monuments historiques in der französischen Gemeinde Bretigny auf.

## Liste der Objekte
| Bezeichnung                   | Beschreibung                                                                                 | Standort                              | Kennzeichnung | Schutzstatus | Datum | Bild |
| ----------------------------- | -------------------------------------------------------------------------------------------- | ------------------------------------- | ------------- | ------------ | ----- | ---- |
| Glocke                        | Bronze, 1566 gegossen                                                                        | in der Kirche St-Georges (Lage)       | PM21000410    | Classé       | 1914  |      |
| Skulptur Madonna mit Kind (1) | Kalkstein, farbig gefasst, 15. Jahrhundert                                                   | in der Kirche St-Georges (Lage)       | PM21000411    | Classé       | 1931  |      |
| Skulptur Madonna mit Kind (2) | Holz, farbig gefasst, 15. Jahrhundert                                                        | in der Kirche St-Georges (Lage)       | PM21000412    | Classé       | 1958  |      |
| Reiterskulptur Heiliger Georg | Kalkstein, farbig gefasst, 16. Jahrhundert                                                   | außen an der Kirche St-Georges (Lage) | PM21000413    | Classé       | 1966  |      |
| Skulptur Heiliger Georg       | Aufsatz eines Prozessionsstabs; Holz, farbig gefasst und vergoldet, 17. oder 18. Jahrhundert | in der Kirche St-Georges (Lage)       | PM21003617    | Inscrit      | 1973  |      |